# Eugen Gottlob Winkler
Eugen Gottlob Winkler (* 1. Mai 1912 in Zürich; † 26. Oktober 1936 in München) war ein deutscher Kritiker, Essayist, Lyriker, Erzähler und Reiseschriftsteller.

## Leben und Werk
Winkler zog mit seinen Eltern im Alter von drei Jahren in den äußeren Stuttgarter Stadtbezirk Wangen. Als er 15 Jahre alt war, starb sein Vater. Er legte am Zeppelin-Gymnasium sein Abitur ab und unternahm 1930 eine erste Italienreise, der drei weitere folgen sollten. Anschließend studierte er Germanistik, Romanistik und Kunstgeschichte in München, Paris, Tübingen und Köln und promovierte im Mai 1933 bei Karl Vossler an der Ludwig-Maximilians-Universität München mit einer Dissertation über „Klassikeraufführungen an modernen französischen Bühnen“ zum Dr. phil.
Bereits als Schüler entwickelte Winkler künstlerische Ambitionen sowohl in der Malerei als auch in der Literatur. 1932 schließlich begann er, Gedichte und Prosa im Stile Paul Valérys und Stefan Georges zu verfassen. Sein literarischer Geschmack war klassizistisch geprägt, wobei er allerdings auch eine Faszination für die romanischen Literaturen entwickelte. Die Kategorien, von denen er sich in seinem lyrischen und prosaischen Werk leiten ließ, fasste er selbst einmal mit folgenden Benennungen zusammen: Reinheit, Klarheit, Helligkeit, Ordnung und Stille. Er bevorzugte die „Welt des reinen Geistes“. Seine Zeichnungen und Malereien hingegen wiesen im Bedürfnis nach Selbstausdruck in leidenschaftlicher Formensprache deutliche Anklänge an den Expressionismus auf – etwa an die Spießer-Karikaturen von George Grosz.
Durs Grünbein bezeichnete Winkler in einem Nachwort zu einer Werkauswahl als in seiner Haltung völlig unpolitischen Schriftsteller. Gleichwohl verfasste Winkler 1931 einen – nie gedruckten – Zeitungsartikel, in dem er schonungslos den „Kulturfaschismus“ geißelte, den er an der Münchner Universität unter seinen „national verseuchten“ Professoren und Kommilitonen mit ihren „verschimmelten Ideen“ diagnostizierte. Im November 1933 wurde er verhaftet und zehn Tage inhaftiert. Man beschuldigte ihn, im Vorfeld der Reichstagswahl ein Wahlplakat der NSDAP in Tübingen abgerissen zu haben. Nach der Haft unternahm Winkler einen ersten Selbstmordversuch, erholte sich jedoch und reiste anschließend nach Sizilien und Venedig. Er schrieb Aufsätze und Essays und versuchte, literarisch tätig zu werden. Trotz seiner Verhaftung durfte er weiterhin in verschiedenen Zeitschriften veröffentlichen, unter anderem in Das Deutsche Wort, Der Kunstwart, in der Deutschen Zeitschrift, im Hochland sowie im Bücherwurm. Erzählungen und Skizzen von ihm erschienen auch in Das Innere Reich, in der Neuen Rundschau und in der Frankfurter Zeitung. Seine besondere Stärke war das literarische Essay, was er in Studien zu Stefan George, August von Platen, Friedrich Hölderlin, Ernst Jünger, Marcel Proust und T. E. Lawrence verdeutlichte.
Während Winkler den Sommer 1932 noch zusammen mit einem Freundeskreis aus Malern, Bildhauern und Musikern in Köln verbracht hatte, lebte er in den folgenden Jahren abwechselnd in München, Stuttgart und Tübingen. Unter dem Eindruck des schärfer werdenden politischen Klimas entschloss er sich 1935, vorerst nur noch literaturkritisch zu arbeiten. 1936 wählte Winkler in München aus Sorge vor neuerlicher Inhaftierung den Freitod mit einer Überdosis Schlaftabletten.

## Nachwirkung
Ein Jahr nach seinem Tod erschienen im Leipziger Karl Rauch Verlag die zwei Bände Gestalten und Probleme und Dichterische Arbeiten mit den gesammelten dichterischen und kritischen Arbeiten des Autors. Beide wurden in einer gemeinsamen Edition 1956 von dem Pfullinger Verlag von Günther Neske neu aufgelegt. Seither erfolgt hin und wieder eine Neuauflage ausgewählter Schriften. Winklers sehr schmales Werk konnte jedoch keine größere Wirkung erzielen, und er ist heute weitgehend vergessen.
Walter Jens schrieb in einer von ihm 1960 beim S. Fischer Verlag herausgegebenen Textsammlung über Winkler: „Eugen Gottlob Winkler war vielleicht der letzte Europäer, dem es gelang, die Existenzform eines Baudelaireschen Dandys noch einmal mit tragischer Würde, mit dem Pathos des Martyriums zu krönen: ein letztes Mal waren Dandy und Rebell, outcast und Opfer Synonyme. Indem Winkler sich freiwillig ausschloss, klagte er an, indem er auf Eleganz und Akkuratesse im Stilistischen sah, sprach er sein Urteil und bekannte sich zum Orden derer in der Résistance, indem er die Lawrencesche Integrität der Berufslosigkeit wählte, schrie er sein J’accuse gegen die Welt, die Meditation mit Faulenzerei und Individualismus mit Verrat am Volke identifizierte.“ Er sah ihn also als progressiven Schriftsteller, wohingegen Winkler in den Augen des Literaten Franz Schonauer eher ein epigonaler Formalist war. Von François Bondy wird Winkler in dem Essayband Aus nächster Ferne. Berichte eines Literaten in Paris (1970; S. 188) virtuell als dessen „hochbegabter deutscher Kampfgenosse mit erstaunlicher Seelenverwandtschaft“ Camus an die Seite gestellt.
Ein Großteil von Winklers Nachlass wird heute im Deutschen Literaturarchiv Marbach aufbewahrt.

## Werk
Aufsätze von Winkler
- Maschinen-Lyrik (1935)
- Oberst Lawrence (1935/36)
- Der späte Hölderlin (1936)
- Legenden einer Reise (1936)
- Marcel Proust (1936)
- Platen (1936/37)

Sammelbände des Werkes Winklers
- Hermann Rinn, Johannes Heitzmann (Hrsg.): Eugen Gottlob Winkler: Gestalten und Probleme. Leipzig 1937.
- Hermann Rinn, Johannes Heitzmann (Hrsg.): Eugen Gottlob Winkler: Dichterische Arbeiten. Leipzig 1937.
- Walter Warnach (Hrsg.): Eugen Gottlob Winkler: Briefe 1932-1936. Bad Salzig und Boppard am Rhein, 1949.
- Werke. Dichtungen. Gestalten und Probleme. Nachlass. Pfullingen 1956.
- Walter Jens (Hrsg.): Eugen Gottlob Winkler. Aus den Schriften eines Frühvollendeten. Frankfurt am Main, 1960.
- Die Erkundung der Linie. Erzählung. Aufsatz. Gedicht. Leipzig, 1993.